# Elysius sebrus
Elysius sebrus là một loài bướm đêm thuộc phân họ Arctiinae, họ Erebidae.